# Katherine Stinson

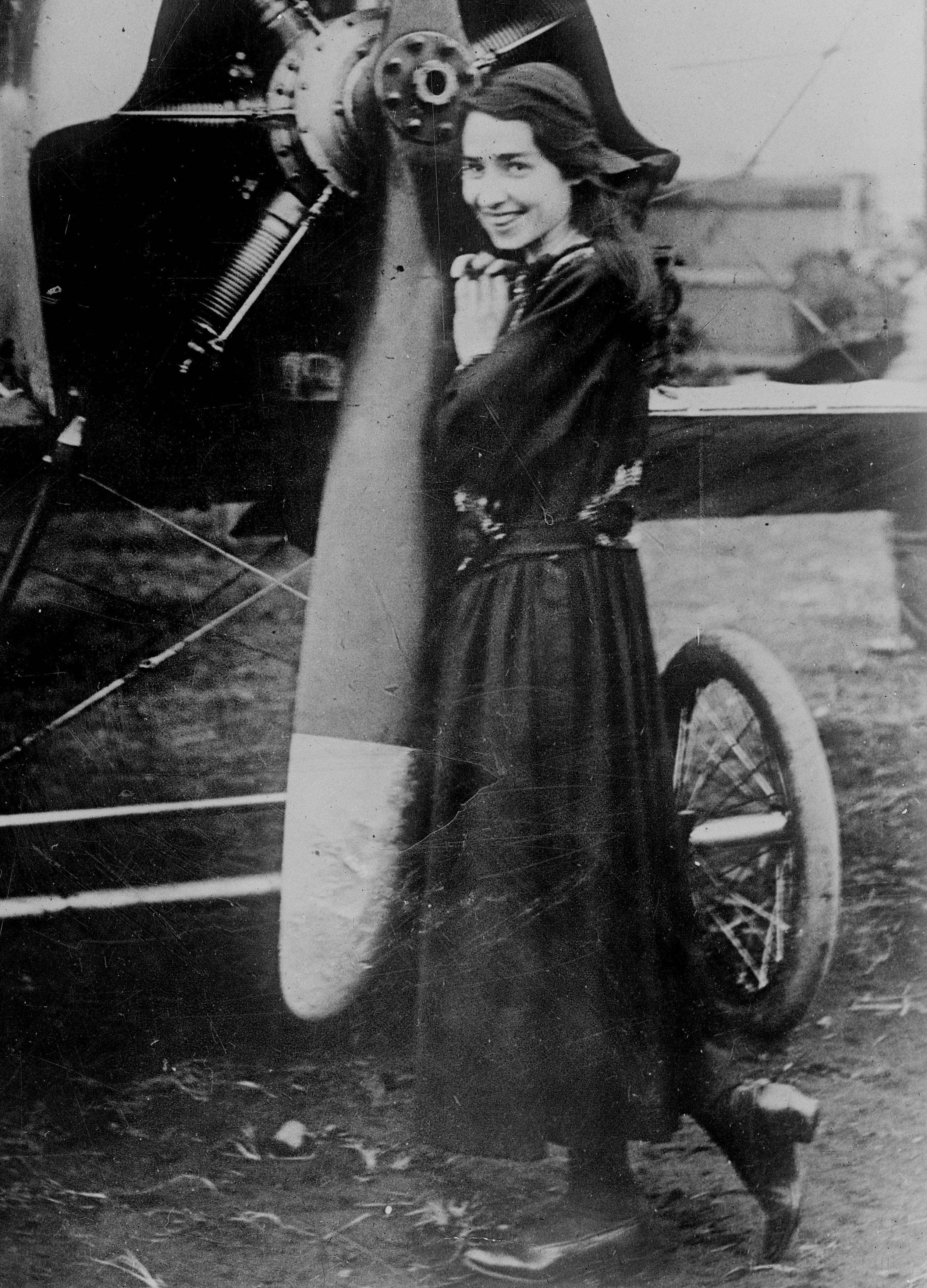
Katherine Stinson el 1919

Katherine Stinson (Fort Payne, Alabama, 14 de febrer de 1891-Santa Fe, 8 de juliol de 1977) va ser una de les primeres dones aviadores i la quarta dona a obtindre el títol als Estats Units.

## Biografia
Katherine Stinson era filla d'Edward A. Stinson Sr. i d'Emma Beaver. Katherine, la major dels quatre fills de la família, volia aprendre música i als 19 anys, per poder pagar-se les classes, es va interessar per l'aviació. La seva germana Marjorie també va ser aviadora.
Al gener del 1911, Katherine es va traslladar a St. Louis per prendre lliçons de pilotatge amb Tony Jannus, però aquest, pel fet de ser una dona, només li permeté de volar amb ell com a passatgera. Més tard, es dirigí al famós aviador Max Lillie, que inicialment també la va refusar pel mateix motiu que Jannus, però que, finalment, accedí a la seva demanda acceptant-la en la Lillie Aviation Company. Al capdavall, Katherine aconseguí de convèncer el pilot i manifestà tanta destresa que ja volava sola al cap de quatre hores d'aprenentatge. Obtingué el certificat d'aviadora el 24 de juliol del 1912 a bord d'un biplà Wright B, i l'any següent, amb tan sols 21 anys, començà a realitzar espectacles de vol, la qual cosa li valgué el renom de "Flying Schoolgirl".
El 1913, amb la seva mare Emma, van crear la Stinson Aviation Company a Hot Springs, Arkansas. També, entre el 24 i el 27 de setembre, va inaugurar el primer enllaç postal aeri de Montana, en portar un total de 1.333 cartes entre els suburbis de la ciutat d'Helena i el centre de la ciutat, i esdevingué la primera aviadora del servei postal aeri dels Estats Units.
L'any següent, entre el 3 i el 8 de novembre de 1914, va repartir el correu entre la ciutat de Troy, Alabama, i les fires estatals repartides per la regió, i entre el 4 i el 6 de novembre de 1915 es va convertir en la primera persona a fer el repartiment de correu per via aèria a Tucson, Arizona.
El 18 de juliol de 1915, Stinson va realitzar el seu primer looping al camp d'aviació de Cicero a Chicago, al comandament d'un aeroplà Partridge & Keller "Looper", i es convertí en la primera dona que aconseguia fer aquesta figura acrobàtica i que va repetir més de cinc-cents cops al llarg de la seva carrera.
Els anys 1916 i 1917, Katherine va fer una reeixida gira per Orient, on es va convertir en la primera dona a pilotar un avió a la Xina i al Japó. A bord d'un biplà E. M. Laird va oferir un festival d'acrobàcies aèries a les multituds que l'anaven a veure, atretes pel doble exotisme que representava el fet que fos dona pilotant un avió i occidental. La seva primera demostració va reunir més de 25.000 persones sobre el camp d'Aoyama a Tòquio.
El seu vol més famós va ser l'11 de desembre de 1917, un San Diego-San Francisco en què va volar 976 km, a uns 3.000 m d'altura: establí el rècord americà de vol sense escales tant masculí com femení, que en aquell moment tenia Ruth Law, i també el rècord mundial femení de vol sense escales.
El 1918 va continuar establint rècords, com el vol sense escales entre Chicago i Nova York o el primer vol postal oficial del Canadà occidental, entre d'altres. Després de recollir fons per a la Creu Roja Internacional, a bord d'un Curtiss JN-4D "Jenny", Katherine es va traslladar a Europa, encara immersa en la Gran Guerra, per servir com a conductora d'una ambulància de la Creu Roja. Poc abans de l'armistici, Katherine va agafar una grip que degeneraria en tuberculosi, cosa que va fer que, un cop de tornada a Santa Fe, Nou Mèxic, hagués de deixar l'aviació. A partir d'aquest moment es va dedicar a l'arquitectura i l'any 1928 es va casar amb Miguel Antonio Otero, un pilot reconvertit en jutge.